# Центральний науково-дослідний інститут озброєння та військової техніки Збройних Сил України
Центральний науково-дослідний інститут озброєння та військової техніки Збройних Сил України (ЦНДІ ОВТ ЗС України) — головна науково-дослідна установа Збройних сил України з дослідження проблем військово-технічної політики у сфері розвитку озброєння і військової техніки (ОВТ), яка здійснює свою діяльність через проведення фундаментальних, пошукових та прикладних досліджень спрямованих на наукове обґрунтування пріоритетних напрямків військово-технічної політики стосовно проблем створення новітнього озброєння, розробок і модернізації, продовження ресурсу й утилізації ОВТ, засобів ураження та боєприпасів, техніки та засобів спеціального призначення, перспектив розвитку ОВТ Збройних Сил України, оборонних технологій та оборонно-промислового комплексу, науково-методичного забезпечення формування та реалізації ВТП, Державних цільових оборонних програм розвитку ОВТ, Державного оборонного замовлення та заходів міжнародного ВТС, науково-технічного супроводження розробок і модернізації, продовження ресурсу та утилізації ОВТ, а також забезпечення функціонування системи охорони інтелектуальної власності під час наукових досліджень.
ЦНДІ ОВТ ЗС України підпорядковується заступнику Міністра оборони України, який згідно з розподілом обов’язків спрямовує та контролює його діяльність.

## Основні завдання
- проведення фундаментальних та прикладних досліджень, спрямованих на наукове обґрунтування пріоритетних напрямів та проблем ВТП у сфері створення, розробок, перспектив розвитку ОВТ, оборонних технологій та ОПК, а також науково-методичне забезпечення формування та реалізації формування і реалізації ДЦОПР ОВТ та Державного оборонного замовлення України (ДОЗ);
- проведення наукових досліджень щодо реалізації ВТП держави в частині, що стосується системи розроблення, виробництва озброєння, військової та спеціальної техніки на підприємствах ОПК для всіх силових структур держави;
- проведення наукових досліджень щодо обґрунтування тактико-технічних вимог (далі — ТТВ), розробки тактико-технічних завдань (далі — ТТЗ) до перспективного ОТВ та покращення тактико-технічних характеристик існуючого ОТВ, формування програм і методик випробувань дослідних зразків ОВТ;
- розроблення (участь у розробленні) концепцій та проектів ДЦОПР, ДОЗ, а також наукове супроводження та коригування їх заходів спільно зі структурними підрозділами Міністерства оборони та Генерального штабу в межах компетенції Інституту;
- НТС розробок (модернізації), продовження ресурсу та утилізації ОВТ, їх випробувань та інших робіт, пов’язаних з доведенням нових наукових і науково-технічних результатів досліджень до їх реалізації в дослідних зразках ОВТ згідно з вимогами ТТЗ на відповідних стадіях життєвого циклу ОВТ із забезпеченням охорони інтелектуальної власності під час наукових досліджень.

Інститут може виконувати покладені на нього завдання і функції з іншими структурними підрозділами Міністерства оборони, Генерального штабу та органами військового управління.

## Основні функції
Інститут відповідно до покладених на нього завдань:
- організовує виконання Конституції і законів України, актів Президента України, Кабінету Міністрів України, наказів Міністерства оборони, інших центральних органів виконавчої влади та здійснює контроль за їх реалізацією;
- розробляє і бере участь у розробці та експертизі проектів нормативно — правових актів (документів), зокрема, щодо розробок і модернізації ОВТ, їх випробувань, продовження ресурсу, утилізації, стандартизації, уніфікації, а також стосовно охорони інтелектуальної власності;
- здійснює перспективне і поточне планування діяльності Інституту;
- координує планування наукової і науково-технічної діяльності (ННТД) науково-дослідних установ Збройних Сил України за призначенням та завданнями діяльності Інституту;
- формує загальні наукові напрями щодо вирішення проблем створення та перспектив розвитку ОВТ силових структур держави;
- обґрунтовує пропозиції щодо визначення пріоритетних напрямів розвитку ОВТ;
- бере участь у розробленні та експертизі проектів державних цільових оборонних програм розвитку ОВТ Збройних Сил, формуванні ДОЗ та їх НТС;
- розробляє і вдосконалює методологію та здійснює науково-методичне забезпечення досліджень з питань розвитку та проблем випробувань ОВТ;
- виконує фундаментальні та прикладні дослідження проблем воєнно- технічної політики у сфері розробок і модернізації ОВТ;
- проводить наукові дослідження щодо реалізації воєнно-технічної політики держави в Збройних Силах в частині, що стосується системи розроблення і виробництва ОВТ на підприємствах ОПК;
- проводить дослідження проблем відновлення ресурсу та відповідного ремонту;
- проводить дослідження проблем міжвідомчої координації розвитку оборонних технологій;
- проводить дослідження з питань військово-технічного співробітництва з іншими державами в галузі розробок нових, модернізації існуючих зразків ОВТ Збройних Сил, продовження їх ресурсу та утилізації;
- аналізує стан, перспективи розвитку ОВТ та оборонних технологій в Україні та розвинутих країнах світу;
- проводить воєнно-технічний аналіз досягнень науки і техніки з метою їх використання в дослідженнях та НТС розробок перспективного та модернізації існуючого ОВТ, а також космічної техніки військового призначення;
- готує пропозиції щодо обґрунтування економічної доцільності проведення заходів щодо розробок (модернізації) зразків ОВТ Збройних Сил та прогнозних витрат за відповідними етапами їх життєвого циклу;
- здійснює наукову експертизу проектів оперативно-стратегічних, оперативно-тактичних вимог до ОВТ та готує пропозиції щодо їх затвердження;
- за дорученням замовника обґрунтовує ТТВ до перспективних, модернізованих зразків ОВТ та аналізує й оцінює можливість їх реалізації з використанням існуючих і новітніх оборонних технологій та розробляє проекти ТТЗ на ДКР з розробок нових зразків ОВТ, модернізації існуючих, продовження їх ресурсу;
- проводить науково-технічну експертизу товарів та готує висновки щодо визначення сфери використання зразків (елементів зразків) ОВТ;
- проводить науково-технічну експертизу (за технічними умовами, державними стандартами, проектно-технічною документацією тощо) науково — технічної продукції на всіх етапах виконання ДКР та надає висновки з питань розробок нових зразків ОВТ Збройних Сил, модернізації, продовження ресурсу та випробувань;
- здійснює НТС розробок новітніх і модернізації існуючих зразків ОВТ; розробляє проекти програм і методик державних випробувань зразків ОВТ;
- бере участь у проведенні державних, визначальних відомчих та інших випробувань зразків ОВТ для потреб Збройних Сил;
- здійснює дослідження і заходи, спрямовані на інформаційне забезпечення ННТД з питань розробок, модернізації, продовження ресурсу та утилізації ОВТ;
- здійснює підготовку до видання журналу «Озброєння та військова техніка», науково-технічного збірника Інституту, збірників наукових праць, науково-технічних, довідкових та інших видань з воєнно-технічних питань;
- створює банк методологічних та нормативних документів з питань розроблення та модернізації ОВТ Збройних Сил;
- забезпечує доступ до публічної інформації, розпорядником якої є Інститут;
- здійснює науково-методичне забезпечення функціонування системи охорони інтелектуальної власності у Збройних Силах;
- здійснює заходи щодо координації патентно-ліцензійної, винахідницької та раціоналізаторської роботи у Збройних Силах;
- організовує заходи щодо захисту прав інтелектуальної власності на результати науково-дослідних та дослідно-конструкторських робіт під час виконання ДОЗ;
- узагальнює та поширює передовий досвід щодо організації та проведення патентно-ліцензійної, винахідницької та раціоналізаторської роботи;
- організовує конкурси, виставки, наради, семінари з винахідництва та раціоналізації у Збройних Силах;
- здійснює цільову підготовку наукових кадрів вищої кваліфікації як в Інституті та інших наукових установах, вищих військових навчальних закладах (ВВНЗ) держави, так і за кордоном;
- забезпечує в межах покладених на Інститут завдань мобілізаційної підготовки дотримання законодавства з охорони праці, пожежної безпеки;
- планує та організує виконання заходів щодо переведення Інституту на функціонування в умовах особливого періоду;
- веде службове (мобілізаційне) діловодство;
- здійснює заходи щодо запобігання і протидії корупції;
- організовує виконання заходів повсякденної службової діяльності та підвищення професійної підготовки особового складу;
- забезпечує охорону державної таємниці, інформації з обмеженим доступом, технічний захист інформації в Інституті згідно з вимогами нормативно-правових актів та здійснює постійний контроль за їх станом;
- здійснює експертну оцінку матеріальних носіїв інформації щодо наявності відомостей, що встановлять державну таємницю та надає пропозиції про зміну грифів секретності матеріальних носіїв секретної інформації у військово-технічній галузі;
- готує пропозиції державним експертам з питань таємниць Міністерства оборони України з визначення грифу секретності матеріальних носіїв інформації у військово-технічній галузі;
- готує самостійно, або разом з іншими структурними підрозділами, інформаційні, аналітичні матеріали, науково обґрунтовані пропозиції за призначенням Інституту для подання керівництву Міністерства оборони та Збройних Сил, Верховної Ради України, Апарату Ради національної безпеки і оборони України, Кабінету Міністрів України, та іншим державним органам за окремим дорученням;
- розглядає в установленому порядку звернення громадян;
- опрацьовує запити і звернення народних депутатів України;
- організовує роботу з укомплектування, зберігання, обліку та використання архівних документів;
- здійснення виконання функцій внутрішнього контролю діяльності. Інституту;
- здійснює інші повноваження, передбачені нормативно-правовими актами;
- за рішенням Міністра оборони України може залучатися до виконання інших функцій, покладених на Міністерство оборони.

## Історія
З метою забезпечення науково-технічного супроводження розробок, модернізації та постачання озброєння і військової техніки Збройним Силам, іншим військовим формуванням в процесі розвитку Збройних Сил України неодноразово порушувалося питання щодо необхідності створення головної науково-дослідної установи стосовно ОВТ. Тому, відповідно до статті 7 Закону України «Про оборону України» в 1996 році постановою Кабінету Міністрів України від 11 грудня № 1495 на базі Наукового центру Сухопутних військ та Наукового центру проблем захисту від високоточної зброї, які функціонували при Київському інституті Сухопутних військ і за складом та структурою були не здатні виконувати повномасштабне наукове забезпечення реалізації військово-технічної політики в Збройних Силах України, був створений Центральний науково-дослідний інститут озброєння та військової техніки Збройних Сил України.
Наказом Міністра оборони України від 12 грудня 1997 року № 52 з метою виконання постанови Кабінету Міністрів України від 11.12.1996 № 1495 «Про створення Центрального науково-дослідного інституту озброєння та військової техніки Збройних Сил України» затверджено положення про Центральний науково-дослідний інститут озброєння та військової техніки Збройних Сил України, організаційна структура і чисельність Інституту.
Формування і керівництво Інститутом було доручено талановитому і досвідченому вченому генерал-майору Ковтуненку Олексію Петровичу, заслуженому діячеві науки і техніки України, доктору технічних наук, професору, лауреату Державної премії України в галузі науки і техніки.